# Binna (vattendrag i Schweiz)
Binna är ett vattendrag i Schweiz. Det ligger i den södra delen av landet, 80 km sydost om huvudstaden Bern.
I omgivningarna runt Binna växer i huvudsak blandskog. Runt Binna är det mycket glesbefolkat, med 7 invånare per kvadratkilometer.